# Auersthal
Auersthal osztrák mezőváros Alsó-Ausztria Gänserndorfi járásában. 2020 januárjában 1922 lakosa volt. 

## Elhelyezkedése

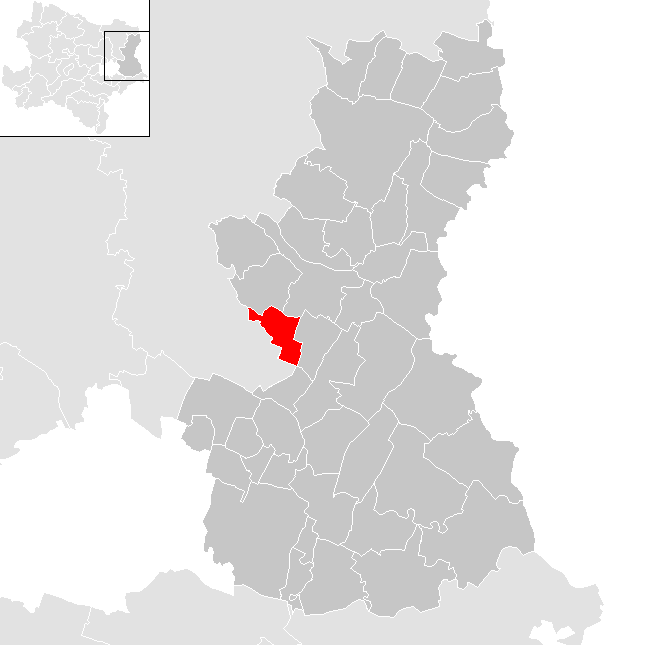
Auersthal a Gänserndorfi járásban

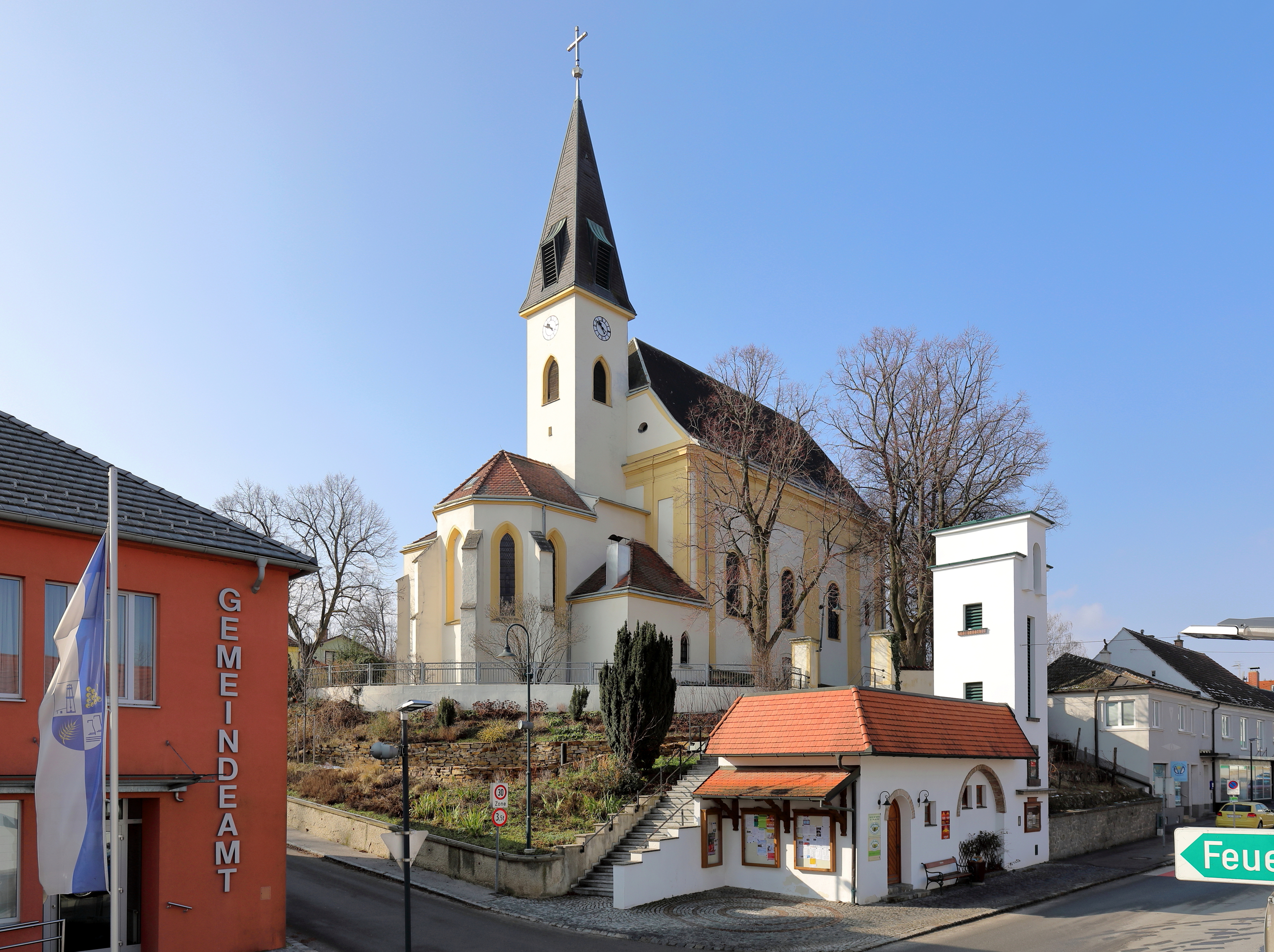
A Szt. Miklós-plébániatemplom

Auersthal a tartomány Weinviertel régiójában fekszik a Morva-mező északi részén. Területének 3,4%-a erdő, 75,7% áll mezőgazdasági művelés alatt. Az önkormányzathoz egyetlen település és katasztrális község tartozik. 
A környező önkormányzatok: északra Groß-Schweinbarth, északkeletre Matzen-Raggendorf, délkeletre Schönkirchen-Reyersdorf, délre Strasshof an der Nordbahn, nyugatra Bockfließ, északnyugatra Wolkersdorf im Weinviertel.  

## Története
Auersthalt 1050 körül alapították, Bécs környékének bajor telepesekkel való benépesítésének idején. Először 1140-ben említik írásban. 1485-ben a környező településekkel együtt Mátyás magyar király seregei felégették. 1529-ben a Bécset ostromló törökök pusztították el, 1645-ben, a harmincéves háborúban svéd katonák szállták meg. A napóleoni háborúk alatt a franciák 1805-ben és 1809-ben, az 1866-os porosz-osztrák háborúban a poroszok foglalták el. A második világháború után 1955-ig a szovjet megszállási zónához tartozott. 

## Lakosság
Az auersthali önkormányzat területén 2020 januárjában 1922 fő élt. A lakosságszám 1890 óta 1800-2000 között ingadozik. 2018-ban az ittlakók 89,1%-a volt osztrák állampolgár; a külföldiek közül 1,6% a régi (2004 előtti), 2,9% az új EU-tagállamokból érkezett. 5,9% a volt Jugoszlávia (Szlovénia és Horvátország nélkül) vagy Törökország, 0,5% egyéb országok polgára volt. 2001-ben a lakosok 83,2%-a római katolikusnak, 1,2% evangélikusnak, 1,7% ortodoxnak, 5,9% mohamedánnak, 6,7% pedig felekezeten kívülinek vallotta magát. Ugyanekkor 4 magyar élt a mezővárosban; a legnagyobb nemzetiségi csoportokat a német (91,3%) mellett a törökök (4,2%), a szerbek (1,4%) és a horvátok (1,1%) alkották. 
A népesség változása:

| 2016 | 1 923 |
| 2018 | 1 932 |

## Látnivalók
- a Szt. Miklós-plébániatemplom

## Fordítás
- Ez a szócikk részben vagy egészben  az   Auersthal című német Wikipédia-szócikk ezen változatának fordításán alapul.  Az eredeti cikk szerkesztőit annak laptörténete sorolja fel. Ez a jelzés csupán a megfogalmazás eredetét és a szerzői jogokat jelzi, nem szolgál a cikkben szereplő információk forrásmegjelöléseként.